# Beqir Balluku
Beqir Balluku (Tirana, 14 febbraio 1917 – Tirana, 5 novembre 1975) è stato un generale e politico albanese.
Fu Ministro della Difesa della Repubblica Popolare Socialista d'Albania dal 1953 al 1974 e membro della Resistenza comunista albanese durante la Seconda guerra mondiale. Assisti Enver Hoxha nell'orchestrare la purga che investì il Partito del Lavoro d'Albania nel 1956. Però nel 1974 finì lui stesso vittima insieme ad altri ufficiali comunisti albanesi (Petrit Dume e Hito Çako), con l'accusa di aver orchestrato un colpo di stato contro il governo comunista albanese. Fu giustiziato dopo un processo sommario nel 1975.
| Controllo di autorità | VIAF (EN) 40169515 · ISNI (EN) 0000 0000 1390 4405 · LCCN (EN) n2012029994 · GND (DE) 118506293 |